# Six Valses-Caprice
Les Six Valses-Caprice, op. 87, sont une suite de six pièces pour piano à quatre mains composée par Mel Bonis.

## Composition
Mel Bonis compose ses Six Valses-Caprice pour piano à quatre mains. L'œuvre est dédiée à « tous les petits Domange ». Elle est publiée aux éditions Poulalion en 1911, puis rééditée en 2009 par les éditions Furore.

## Analyse
Les Valses-Caprices sont proches de celles de Gabriel Fauré ou de La Plus que lente de Claude Debussy.

## Sources
- Étienne Jardin, Mel Bonis (1858-1937) : parcours d'une compositrice de la Belle Époque, 2020 (ISBN 978-2-330-13313-9 et 2-330-13313-8, OCLC 1153996478, lire en ligne)